# 2012年ロンドンオリンピックのケニア選手団
2012年ロンドンオリンピックのケニア選手団（2012ねんロンドンオリンピックのケニアせんしゅだん）は、2012年7月27日から8月12日にかけてイギリスの首都ロンドンで開催された2012年ロンドンオリンピックのケニア選手団、およびその競技結果。

## 概要
今大会は金メダル2個、銀メダル4個、銅メダル7個の合計13個のメダルを獲得した。

## メダル
| メダル | 選手名                               | 競技 | 種目          |
| ------ | ------------------------------------ | ---- | ------------- |
| 金     | デイヴィッド・レクタ・ルディシャ     | 陸上 | 男子800m      |
| 金     | エゼキエル・ケンボイ                 | 陸上 | 男子3000m障害 |
| 銀     | アベル・キルイ                       | 陸上 | 男子マラソン  |
| 銀     | ビビアン・チェルイヨット             | 陸上 | 女子5000m     |
| 銀     | サリー・キプイエゴ                   | 陸上 | 女子10000m    |
| 銀     | プリスカ・ジェプトゥー               | 陸上 | 女子マラソン  |
| 銅     | ティモシー・キトム                   | 陸上 | 男子800m      |
| 銅     | トーマス・プケメイ・ロンゴシワ       | 陸上 | 男子5000m     |
| 銅     | アベル・ムタイ                       | 陸上 | 男子3000m障害 |
| 銅     | ウィルソン・キプサング・キプロティチ | 陸上 | 男子マラソン  |
| 銅     | パメラ・ジェリモ                     | 陸上 | 女子800m      |
| 銅     | ビビアン・チェルイヨット             | 陸上 | 女子10000m    |
| 銅     | ミルカ・チェモス・チェイワ           | 陸上 | 女子3000m障害 |